# High Fidelity (serie televisiva)
High Fidelity è una serie televisiva statunitense tratta dall'omonimo film scritto da D.V. DeVincentis, Steve Pink, John Cusack e Scott Rosenberg, che a sua volta si basa sull'omonimo romanzo del 1995 dello scrittore britannico Nick Hornby. 
È stata pubblicata sulla piattaforma Hulu il 14 febbraio 2020.

## Trama
Robyn Brooks, alla fine dell'ennesima relazione, decide di ricontattare i suoi cinque più memorabili ex per cercare di capire cosa ci sia di sbagliato in lei e perché finisca sempre per essere lasciata. 
Inizia quindi da Kevin Bannister, il suo ragazzo delle medie, con il quale l'idillio durò complessivamente sei ore, prima che lui la tradisse con un'altra; poi c'è Kat Monroe, la bella e inarrivabile con la quale non riuscì mai a sentirsi davvero a suo agio, nonostante la durata di un anno; Simon Miller, con il quale aveva più cose in comune di quante pensassero, persino in fatto di uomini; Justin Kitt, un comico dai gusti musicali diametralmente opposti ai suoi, per giunta già fidanzato; e infine, Russell 'Mac' McCormack, l'ultimo ad averle spezzato il cuore. 
Calpestando l'ultimo brandello di dignità rimastole e anestetizzando i sentimenti con un po' di musica e l'aiuto dei suoi due migliori amici Simon e Cherise, Rob porta avanti la sua ricerca di un senso, arrivando a poco a poco a scoprire la verità.

## Personaggi e interpreti

### Personaggi principali
- Robyn "Rob" Brooks, interpretata da Zoë Kravitz, doppiata da Rossa Caputo.

La proprietaria del Championship Vinyl che lotta con una vita di relazioni fallite.
- Clyde, interpretato da Jake Lacy, doppiato da Andrea Mete.
- Cherise, interpretata da Da'Vine Joy Randolph, doppiata da Alessia Amendola.

Una dipendente del Championship Vinyl e una delle migliori amiche di Rob.
- Simon, interpretato da David H. Holmes, doppiato da Davide Perino.

Dipendente del Championship Vinyl nonché l'altro migliore amico di Rob.

### Personaggi ricorrenti
- Russell "Mac" McCormack, interpretato da Kingsley Ben-Adir, doppiato da Stefano Crescentini.
- Cameron Brooks, interpretato da Rainbow Sun Francks, doppiato da Daniele Raffaeli.
- Nikki Brooks, interpretata da Nadine Malouf, doppiata da Mattea Serpelloni.
- Carlos, interpretato da Antonio Ortiz, doppiato da Francesco Falco.
- Blake, interpretato da Edmund Donovan, doppiato da Simone Veltroni.

### Personaggi secondari
- Kat Monroe, interpretata da Ivanna Sakhno, doppiata da Valentina Mari.
- Justin Kitt, interpretato da Justin Silver, doppiato da Luca Mannocci.
- Liam Shawcross, interpretato da Thomas Doherty, doppiato da Manuel Meli.
- Debbie Harry, interpretata da Debbie Harry, doppiata da Mirta Pepe.
- Tim Parker, interpretato da Jeffrey Nordling, doppiato da Massimo Rossi.
- Noreen Parker, interpretata da Parker Posey, doppiata da Chiara Colizzi.
- Shane e Peacy, interpretati da Sydney Mae Diaz e Kyoko Takenaka, doppiati da Riccardo Suarez e Cristina Garosi.
- Lili, interpretata da Dana Drori, doppiata da Francesca Manicone.
- The Hammer, interpretato da Brian Silliman, doppiato da Fabrizio Vidale.
- Tanya, interpretata da Tara Summers, doppiata da Stella Musy.

## Produzione

### Sviluppo
Il 5 aprile del 2018 è stato annunciato che la Disney stava sviluppando una serie televisiva tratta dal film del 2000 Alta fedeltà che sarà scritta da Veronica West e Sarah Kucserka con l'intenzione di distribuirla tramite Disney+. Le società di produzione coinvolte nella serie sono Midnight Radio e ABC Signature.
Il 24 settembre 2018 è stato annunciato che la Disney aveva dato il via alla produzione di una prima stagione composta da dieci episodi. I produttori esecutivi sono West Kucserka, Josh Appelbaum, Andre Nemec, Jeff Pinkner, Scott Rosenberg e Zoë Kravitz. 
Il 9 aprile 2019 è stato annunciato che la serie non sarebbe arrivata su Disney+ ma sulla piattaforma Hulu.
Nel luglio 2019, durante un'intervista, Natasha Lyonne ha rivelato che avrebbe diretto un episodio di "High Fidelity".
Il 5 agosto 2020, Hulu ha cancellato la serie dopo una sola stagione.

### Casting
Insieme all'annuncio della serie, è stato confermato che Zoë Kravitz sarebbe stata la protagonista della serie. 
Il 22 aprile 2019 viene annunciato che Jake Lacy era stato scelto come personaggio regolare della serie.
Il 17 maggio 2019 è stato annunciato che Da'Vine Joy Randolph e David Holmes si erano uniti al cast. Nello stesso mese, Kingsley Ben-Adir è stato scelto per un ruolo da protagonista.

### Riprese
Le riprese si sono svolte principalmente nel luglio 2019 a Brooklyn.

## Distribuzione
High Fidelity è stata pubblicata negli Stati Uniti il 14 febbraio 2020 su Hulu. I primi tre episodi sono stati trasmessi anche il 16 marzo 2020 su Freeform. In Italia la serie è stata distribuita il 10 settembre 2020 dalla piattaforma Starz Play. Successivamente la serie è stata resa disponibile in Italia su Disney+ all'interno di Star.